# Cardepia afra
Cardepia afra är en fjärilsart som beskrevs av Bethune-Baker 1894. Cardepia afra ingår i släktet Cardepia och familjen nattflyn. Inga underarter finns listade i Catalogue of Life.